# Kendall (Florida)
Kendall és una concentració de població designada pel cens dels Estats Units a l'estat de Florida. Segons el cens del 2000 tenia 75.226 habitants.

## Demografia
Segons el cens del 2000, Kendall tenia 75.226 habitants, 28.482 habitatges, i 19.652 famílies. La densitat de població era de 1.800,7 habitants/km².
Dels 28.482 habitatges en un 33,4% hi vivien nens de menys de 18 anys, en un 51% hi vivien parelles casades, en un 13,8% dones solteres, i en un 31% no eren unitats familiars. En el 24,4% dels habitatges hi vivien persones soles el 7,3% de les quals corresponia a persones de 65 anys o més que vivien soles. El nombre mitjà de persones vivint en cada habitatge era de 2,61 i el nombre mitjà de persones que vivien en cada família era de 3,14.
Per edats la població es repartia de la següent manera: un 23,3% tenia menys de 18 anys, un 8,6% entre 18 i 24, un 31,8% entre 25 i 44, un 24,9% de 45 a 60 i un 11,5% 65 anys o més.
L'edat mediana era de 37 anys. Per cada 100 dones de 18 o més anys hi havia 83,4 homes.
La renda mediana per habitatge era de 51.330 $ i la renda mediana per família de 61.241 $. Els homes tenien una renda mediana de 42.875 $ mentre que les dones 31.416 $. La renda per capita de la població era de 27.914 $. Entorn del 5,7% de les famílies i el 8,6% de la població estaven per davall del llindar de pobresa.

## Poblacions més properes
El següent diagrama mostra les poblacions més properes.